# Erythrolynchia fulgida
Erythrolynchia fulgida là một loài bọ cánh cứng trong họ Đom đóm (Lampyridae). Loài này được G.A. Olivier miêu tả khoa học năm 1790.